# Vieux
Vieux é uma comuna francesa na região administrativa da Occitânia, no departamento Tarn. Estende-se por uma área de 6.95 km². Em 2010 a comuna tinha 228 habitantes (densidade: 32,8 hab./km²).